# EUREKA
EUREKA (anglicky: European Research Coordination Agency) je evropská organizace pro výzkum a rozvoj a síť pro obchod a přeshraniční výzkum. Byla založená Pařížskou deklarací z roku 1985. Jejími dvěma hlavními zakladateli byli François Mitterrand a Helmut Kohl. K roku 2010 má 39 členů.

## Členské státy
| stát               | rok vstupu |
| ------------------ | ---------- |
| Belgie             | 1985       |
| Bulharsko          | 2010       |
| Česko              | 1995       |
| Dánsko             | 1985       |
| Estonsko           | 2001       |
| Finsko             | 1985       |
| Francie            | 1985       |
| Chorvatsko         | 2000       |
| Island             | 1985       |
| Irsko              | 1985       |
| Itálie             | 1985       |
| Izrael             | 2000       |
| Kypr               | 2002       |
| Lotyšsko           | 2000       |
| Litva              | 1999       |
| Lucembursko        | 1985       |
| Maďarsko           | 1992       |
| Malta              | 2006       |
| Monako             | 2005       |
| Německo            | 1985       |
| Nizozemsko         | 1985       |
| Norsko             | 1985       |
| Polsko             | 1995       |
| Portugalsko        | 1985       |
| Rakousko           | 1985       |
| Rumunsko           | 1997       |
| Rusko              | 1993       |
| Řecko              | 1985       |
| San Marino         | 2005       |
| Severní Makedonie  | 2008       |
| Slovensko          | 2001       |
| Slovinsko          | 1994       |
| Spojené království | 1985       |
| Srbsko             | 2002       |
| Španělsko          | 1985       |
| Švédsko            | 1985       |
| Švýcarsko          | 1985       |
| Turecko            | 1985       |
| Ukrajina           | 2006       |
| Evropská unie      | 1985       |